# توم ماكلوكين
توم ماكلوكين (بالإنجليزية: Tom McLoughlin)‏ هو كاتب وكاتب سيناريو ومخرج وممثل أمريكي، ولد في 19 يوليو 1950 في الولايات المتحدة.

## أعمال

### أفلام
- (1986) يوم الجمعة الثالث عشر الجزء السادس حياة جيسن
- (1988) المخلوقات 2
- (2008)  فضيحة مشجعات تكساس

## وصلات خارجية
- توم ماكلوكين على موقع IMDb (الإنجليزية)
- توم ماكلوكين على موقع ألو سيني (الفرنسية)
- توم ماكلوكين على موقع ميوزك برينز (الإنجليزية)
- توم ماكلوكين على موقع أول موفي (الإنجليزية)
- توم ماكلوكين على موقع قاعدة بيانات الأفلام السويدية (السويدية)
- توم ماكلوكين على موقع قاعدة بيانات الفيلم (الإنجليزية)
- توم ماكلوكين على موقع كينوبويسك (الروسية)